# Escolinha do Professor Raimundo
Escolinha do Professor Raimundo foi um programa brasileiro e um quadro cômico comandado por Chico Anysio e exibido em diversos programas humorísticos por mais de 38 anos, período em que reuniu muitos dos maiores nomes do formato escolinha no Brasil.
Estreou como programa próprio na televisão em 4 de agosto de 1957 e na TV Globo a partir de 1973, até 28 de maio de 1995. Voltou ao ar em 1999 como parte do humorístico Zorra Total, permanecendo até outubro de 2000. Pouco tempo depois de ter ficado sem mais transmissão na TV Globo por conta do desgaste e baixos resultados de audiência registrados, apesar disso, retornou a seu formato original e independente como programa de televisão sendo exibido entre 26 de março de 28 de dezembro de 2001, quando foi exibida sua última temporada.
A partir de 4 de outubro de 2010, passou a ser reprisado pelo canal por assinatura Viva, ficando no ar até o dia 9 de junho de 2025, deixando a programação junto com os outros humorísticos por conta do rebranding para Globoplay Novelas. Desde então, a Globo passou a disponibilizar gratuitamente todos os episódios da série no serviço de streaming Globoplay. Quatro DVDs da Escolinha foram lançados pela Globo Marcas, cada um com episódios de determinado ano, o primeiro intitulado Turma de 1990. O segundo, Turma de 1991, incluiu um disco bônus com o especial Chico e Amigos, de 2009 (que incluía entre seus quadros uma imitação da Escolinha com vários personagens de Anysio).
Em 2015, o Canal Viva produziu em parceria com a TV Globo um remake da antiga Escolinha, com 7 episódios (2 dos quais passaram apenas na exibição pela Globo). A equipe incluiu três familiares de Chico Anysio, todos com experiência na série original: direção de sua sobrinha Cininha de Paula, redação do filho Nizo Neto (que interpretava Seu Ptolomeu), e o professor Raimundo interpretado pelo filho Bruno Mazzeo (redator na velha Escolinha).

## Origem

### Rádio
O formato de humorístico formado por um professor e seus alunos já existia no rádio, sendo o precursor do gênero o programa Escolinha da Dona Olinda, criado pelo humorista Nhô Totico e transmitido pela Rádio Record durante os anos 30. Já a Escolinha do Professor Raimundo surgiu em 1952 pelas mãos de Haroldo Barbosa para a Rádio Mayrink Veiga. Consistia de uma sala de aula onde o Professor Raimundo Nonato (Chico Anysio) servia como escada para as piadas de três alunos: o sabido, interpretado por Afrânio Rodrigues, o burro, papel de João Fernandes, e um esperto, Zé Trindade. Mais tarde, eles ganhariam a companhia de um mineiro desconfiado, Antônio Carlos Pires.

### Televisão
Com o sucesso do programa no rádio, ele ganhou sua versão televisiva em 1957, sendo exibido no programa Noites Cariocas, da TV Rio. O aluno inteligente era agora interpretado por João Loredo; seu oposto por Castrinho; Vagareza era o malandro que tentava ludibriar o professor; e Ary Leite, um aluno gago e confuso. A Escolinha passou ainda pelas TVs Excelsior, como quadro do programa Times Square, e Tupi, até chegar à TV Globo, onde foi exibida como parte dos programas Chico City (1973), em seu formato de três alunos e professor, e Chico Anysio Show (1988), com uma sala de aula maior, com 20 alunos.

## Exibição
A ideia de transformar o quadro em programa solo foi de Chico Anysio. Estreou no dia 4 de agosto de 1990, com direção de Cassiano Filho, Paulo Ghelli e Cininha de Paula. Gravado inicialmente nos estúdios da extinta TV Tupi, no antigo Cassino da Urca, e depois na Cinédia e nos estúdios do Tycoon e Renato Aragão (atual Casablanca Estúdios), todos no Rio de Janeiro, a Escolinha ia ao ar aos sábados, às 21h30. Estreou com vinte alunos, em 29 de outubro. Com a adição de mais três, passou a ser exibida de segunda a sexta-feira, às 17h30.
No dia 11 de junho de 1992 foi ao ar o programa de número 500. A Escolinha parou de ser exibida aos sábados, passando para as noites de quarta-feira, mas depois de um tempo a mudança foi desfeita. Já então o elenco contava com 37 atores, entre alunos e personagens de apoio.
Em 1995 as edições vespertinas começaram a ser reprisadas. O programa de sábado passou a ser transmitido às quartas-feiras, voltando para o sábado e indo parar até nas tardes de domingo, reflexo da queda inevitável de audiência - talvez devido à superexposição do formato, exibido seis vezes por semana durante cinco anos ininterruptos. Como as mudanças não deram resultado, a Escolinha saiu do ar em maio de 1995 para dar lugar ao seriado-novela Malhação.
Em 1999, Chico Anysio decidiu levar a Escolinha pelos teatros do Brasil e sua turnê teve início em 8 de outubro de forma gratuita, no Shopping Grande Rio, em São João de Meriti, no Rio de Janeiro. No mesmo ano voltou a ser exibida na TV Globo, agora como quadro do programa Zorra Total, permanecendo no ar até outubro de 2000.
Uma última temporada, novamente como programa solo e com 25 minutos de duração, foi exibida de segunda a sexta-feira entre março e dezembro de 2001.
Algumas reprises esparsas dos programas do último ano  ocorreram no ano de 2002, no fim da tarde, após os compactos dos jogos da Copa do Mundo daquele ano que ocorriam de madrugada, muitas vezes em versões bem mais curtas, como encaixe na programação.
Com o fim definitivo do quadro muitos humoristas do elenco da Escolinha acabariam sendo contratados pela Rede Record, onde estrelaram – sem Chico Anysio – o programa Escolinha do Barulho. No lugar de Chico, Dedé Santana, Gil Gomes, Bemvindo Sequeira e Miéle, entre outros, faziam o papel do professor.
Após a morte de Chico Anysio em 23 de março de 2012, a Globo anunciou uma reprise especial da Escolinha em sua homenagem, num compacto de cinco capítulos exibidos em seguida à sua morte, entre os dias 26 e 30.
Entre o dia 8 de dezembro de 2014 até abril de 2015, a TV Globo reprisou a Escolinha dentro do Vídeo Show, com edições diárias de 5 a 10 minutos.[carece de fontes?]
Em 2015, o Canal Viva produziu 7 programas especiais (dos quais 5 foram transmitidos na ocasião) com novos comediantes e atores, interpretando os antigos personagens. Estes programas foram ao ar na TV Globo, entre 13 de dezembro de 2015 e 24 de janeiro de 2016, aos domingos, na faixa de 12h30.[carece de fontes?]

## Elenco
| Ator / Atriz | Personagem                |
| ------------ | ------------------------- |
| Chico Anysio | Professor Raimundo Nonato |

### Alunos

#### Anos 1990
| Ator / Atriz         | Personagem                                                                    |
| -------------------- | ----------------------------------------------------------------------------- |
| Aldine Muller        | Dona Flor                                                                     |
| André Mattos         | Pedro Bó                                                                      |
| Antônio Carlos Pires | Joselino Barbacena                                                            |
| Antônio Pedro        | Bicalho                                                                       |
| Bemvindo Sequeira    | Seu Brasilino Roxo                                                            |
| Berta Loran          | Manuela D'Além Mar                                                            |
| Brandão Filho        | Sandoval Quaresma                                                             |
| Brita Brazil         | Flora Própolis                                                                |
| Castrinho            | Geraldo                                                                       |
| César Macedo         | Seu Eugênio                                                                   |
| Cláudia Jimenez      | Dona Cacilda                                                                  |
| Cláudia Mauro        | Capitu                                                                        |
| Costinha             | Mazarito                                                                      |
| David Pinheiro       | Armando Volta                                                                 |
| Dedé Santana         | Bomfiglio                                                                     |
| Eliezer Motta        | Batista                                                                       |
| Emiliano Queiroz     | Dirceu Borboleta                                                              |
| Francisco Milani     | Pedro Pedreira                                                                |
| Grande Othelo        | Eustáquio                                                                     |
| Ivon Curi            | Gaudêncio                                                                     |
| Jaime Filho          | Suppapou Uaçi                                                                 |
| João Elias           | Salim Muchiba                                                                 |
| João Netto           | Zé Modesto                                                                    |
| Jorge Loredo         | Zé bonitinho                                                                  |
| Lúcio Mauro          | Aldemar Vigário                                                               |
| Lug de Paula         | Seu Boneco                                                                    |
| Marcos Plonka        | Samuel Blaustein                                                              |
| Marina Miranda       | Mandala                                                                       |
| Mário Tupinambá      | Bertoldo Brecha                                                               |
| Nádia Maria          | Célia Caridosa de Melo Maria Bonita Maria da Recessão Colares Márcia Suplício |
| Nádia Carvalho       | Santinha Pureza                                                               |
| Nizo Neto            | Ptolomeu                                                                      |
| Olney Cazarré        | João Bacurinho                                                                |
| Orival Pessini       | Patropi                                                                       |
| Orlando Drummond     | Seu Peru                                                                      |
| Paulo César Rocha    | Paulo Cintura                                                                 |
| Pedro Bismarck       | Nerso da Capetinga                                                            |
| Roberto Guilherme    | Carlos Carreta                                                                |
| Rogério Cardoso      | Rolando Lero                                                                  |
| Rony Cócegas         | Galeão Cumbica                                                                |
| Sérgio Mallandro     | Mallandro                                                                     |
| Stella Freitas       | Cândida                                                                       |
| Tássia Camargo       | Marina da Glória                                                              |
| Tom Cavalcante       | João Canabrava                                                                |
| Tim Rescala          | Capilé Sorriso                                                                |
| Walter D'Ávila       | Baltazar da Rocha                                                             |
| Zezé Macedo          | Dona Bela                                                                     |
| Zilda Cardoso        | Catifunda                                                                     |

#### Anos 2000
| Ator / Atriz      | Personagem           |
| ----------------- | -------------------- |
| Alcione Mazzeo    | Dona Angélica        |
| Alice Borges      | Dona Neura           |
| André Lucas       | Aranha               |
| André Mattos      | Seu Fininho          |
| Antônio Pedro     | José Bonvê           |
| Arnaud Júnior     | Ramório              |
| Berta Loran       | Sara Rebeca          |
| Cláudia Jimenez   | Dona Cacilda         |
| Francisco Milani  | Pedro Pedreira       |
| Cláudio Cunha     | Gaúcho               |
| Daniele Valente   | Dona Tesinha         |
| David Cunha       | Mário Manguaça       |
| Elaine Mickely    | Terezuda             |
| Fafy Siqueira     | Dona Lusa do Canindé |
| George Savalla    | Carequinha           |
| Heloísa Périssé   | Tati                 |
| Ingrid Guimarães  | Leandra Borges       |
| Lúcio Mauro       | Aldemar Vigário      |
| Lug de Paula      | Seu Boneco           |
| Maurício Manfrini | Paulinho Gogó        |
| Nairon Barreto    | Zé Lezin             |
| Orlando Drummond  | Seu Peru             |
| Pedro Haidar      | Tiquinho             |
| Rogério Cardoso   | Rolando Lero         |
| Tom Cavalcante    | João Canabrava       |
| Viviane Araújo    | Rosinha              |

## Lançamento em DVD
Em 2008 a Globo lançou um DVD com episódios do ano de estreia, 1990, num disco de três horas. No único extra, uma compilação de cenas de quadros do programa onde os alunos levavam seus parentes (geralmente pais e avós), sempre com atores convidados como Mario Lago e Renato Aragão.